# Dustin Diamond
Dustin Neil Diamond (San José, California, 7 de enero de 1977-Cabo Coral, Florida, 1 de febrero de 2021) fue un actor, comediante y director de cine estadounidense. Conocido principalmente por su papel como Samuel Screech Powers durante las cuatro temporadas de la serie Salvados por la campana (1989-1992).

## Biografía
Diamond nació en una familia judía en San José, California. Su padre, Mark Diamond, enseñaba electrónica digital en una empresa de informática y su madre Jaimee era operadora de ordenadores en Pacific Bell. Diamond asistió a la Zion Lutheran School.
En 2015, fue condenado a cuatro meses de prisión por delitos menores, al haber apuñalado a una persona dentro de un bar en el estado de Wisconsin. 

### Matrimonio
Se casó con su novia, Jennifer Misner, en 2009, aunque se separarían en 2013.

### Enfermedad y muerte
En enero de 2021, fue hospitalizado por una serie de problemas médicos que incluían herpes zóster, un tumor en la garganta y antecedentes familiares de cáncer. A mediados de enero, se conoció públicamente que se le había diagnosticado un carcinoma microcítico de pulmón terminal y que estaba sometiéndose a quimioterapia. Finalmente, Diamond falleció el 1 de febrero de 2021, a los 44 años de edad, en Cabo Coral (Florida).

## Carrera artística
La inició con su personaje de Screech en la serie Good Morning, Miss Bliss entre 1988 y 1989. Mientras hacía el quinto curso, en 1989, obtuvo el papel de Screech Powers en la serie Salvados por la campana. Diamond fue el único miembro de todo el elenco en ser parte de todas las sucesivas versiones de la serie en Salvados por la campana: Años de universidad y Salvados por la campana: La nueva generación, así como las películas para la televisión Saved by the Bell: Hawaiian Style y Saved by the Bell: Wedding in Las Vegas.
En 2001, Diamond se declaró en quiebra en California. Se mudó a Port Washington, Wisconsin, en 2003. El 13 de junio de 2006, pidió a la audiencia de The Howard Stern Show que visitaran su página web y compraran una camiseta que decía «Pagué $15.00 para salvar la casa de Screeech» (escribiendo Screech con una e de más por razones de derechos de autor). Dijo que esperaba vender 30 000 camisetas para recaudar 250 000 dólares y evitar la ejecución hipotecaria de su casa. Diamond se mudó a Florida en 2019 y puso a la venta su casa en Port Washington al año siguiente.
Después de su paso por Salvados por la campana, su carrera entró en declive. En un intento de retornar a la fama, en 2006, participó en un vídeo pornográfico titulado Saved by the smell, con el fin de relanzar su carrera como actor. En el verano de 2013, participó en el programa de telerrealidad Celebrity Big Brother 12 del Reino Unido.
En 2020 el actor no formó parte de la nueva versión de Salvados por la campana de la plataforma Peacock. Aunque el actor no apareció en la serie, el octavo episodio revela la vida exitosa del personaje ficticio Screech, al recordar A. C. Slater (Mario Lopez) que «Screech tiene mucha suerte de que él y Kevin puedan vivir en la Estación Espacial Internacional sin tener que lidiar con todo esto». Sus compañeras de reparto Lark Voorhies y Elizabeth Berkley aún mantenían la expectativa de que Diamond regresaría para la segunda temporada de la serie.

## Filmografía

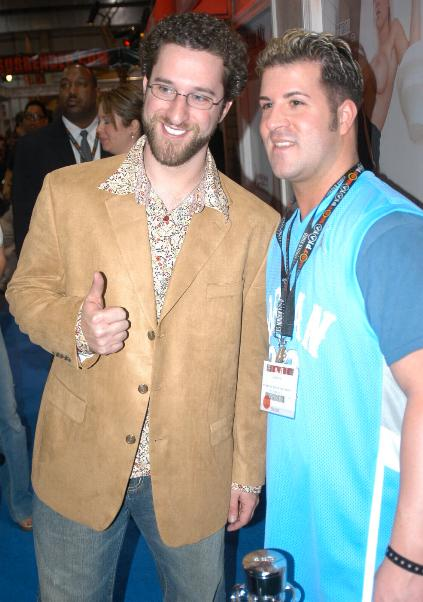
Dustin Diamond en 2007

| Año                               | Título                                  | Papel                    | Comentarios                                |
| --------------------------------- | --------------------------------------- | ------------------------ | ------------------------------------------ |
| 1987                              | The Price of Life                       | Young Stiles             |                                            |
| 1987                              | American Playhouse                      | Young Stiles             | TV, 1 episodio                             |
| 1987                              | It's a Living                           | Young Sonny              | TV, 1 episodio                             |
| 1987                              | Yogi's Great Escape                     | Chubby Kid (voz)         | TV, 1 episodio                             |
| 1988                              | Big Top Pee-wee                         | Deke                     |                                            |
| 1988                              | Purple People Eater                     | Big Z                    |                                            |
| 1988-1989                         | Good Morning, Miss Bliss                | Samuel Screech Powers    | TV, 13 episodios                           |
| 1989                              | She's Out of Control                    | Beach boy                |                                            |
| 1989-1990                         | The Wonder Years                        | Joey                     | TV, 2 episodios                            |
| 1989-1993                         | Saved by the Bell                       | Samuel Screech Powers    | TV, 82 episodios                           |
| 1990                              | The Munsters Today                      | Rob                      | TV, 1 episodio                             |
| 1992                              |                                         |                          |                                            |
| Saved by the Bell: Hawaiian Style | Samuel Screech Powers                   |                          |                                            |
| 1993                              | Getting By                              | Tommy                    | TV, 2 episodios                            |
| 1993-1994                         | Saved by the Bell: The College Years    | Samuel Screech Powers    | TV, 18 episodios                           |
| 1994                              | Saved by the Bell: Wedding in Las Vegas | Samuel Screech Powers    | En los créditos aparece como Dusty Diamond |
| 1994-2000                         | Saved by the Bell: The New Class        | Samuel Screech Powers    | TV, 67 episodios                           |
| 2000                              | Longshot                                | Waiter                   |                                            |
| 2001                              | Made                                    | Se interpreta a sí mismo |                                            |
| 2002                              | Jane White is Sick and Twisted          | Simone                   |                                            |
| 2002                              | Big Fat Liar                            | Se interpreta a sí mismo |                                            |
| 2002                              | The Rerun Show                          | Doctor                   | TV, 1 episodio                             |
| 2003                              | Pauly Shore Is Dead                     | Se interpreta a sí mismo |                                            |
| 2003                              | Dickie Roberts: Former Child Star       | Se interpreta a sí mismo |                                            |
| 2005                              | Duck Dodgers                            | Xainius the Eternal      | TV, 1 episodio                             |
| 2005                              | 13th Grade                              | Corey                    |                                            |
| 2006                              | Screeched - Saved by the Smell          | Se interpreta a sí mismo | Película también dirigida por él           |
| 2008                              | Our Feature Presentation                | Mr. Renolds              |                                            |
| 2014                              | Hamlet A.D.D.                           | Bernardo                 |                                            |
| 2016                              | Joker’s Wild                            | Raynard                  |                                            |
| 2017                              | Your Pretty Face is Going to Hell       | Se interpreta a sí mismo |                                            |

## Obras
En 2009 escribió Behind The Bell, un libro biográfico de los entresijos tras las cámaras de la serie, con muchas historias controvertidas, algunas de las cuales el autor declararía posteriormente que no eran ciertas.